# Požeg
Požeg – wieś w Słowenii, w gminie Rače-Fram. W 2018 roku liczyła 72 mieszkańców.